# غلهين (عباس الشرقي)
غلهین (بالفارسية: گلهین) هي مستوطنة تقع في إيران في قسم عباس الشرقي الريفي. يقدر عدد سكانها بـ 197 نسمة .